# 海を感じる時
『海を感じる時』（うみをかんじるとき）は、1978年に発表された中沢けいの小説。2014年に映画化された。

## 概要
第21回群像新人文学賞受賞作（同時受賞は小畑亮介『永遠に一日』）。著者の中沢けいは当時18歳の明治大学1年生であった。同年に講談社より出版され、後に講談社文庫、講談社文芸文庫（『水平線上にて』と共録）に入る。

## ストーリー
千葉県の海沿いの街に暮らす高校生の恵美子は先輩の洋に以前から好意を寄せており、ある時彼から「キスというものをしてみたい」と言われて口づけを交わす。しかし洋は恵美子のことを特に好きとは思っておらず、気持ちとは裏腹に会えば性欲に負けてしまうため彼女を避けようとする。恵美子はそれを知りながら洋に体を許してしまい、それ以降都合のいい女として彼と男女の関係を持つ日々を送り始める。
洋が卒業した後も恵美子は、「大好きな彼と会えるなら私の体目当てでも構わない」と行為中以外はそっけない態度を取られながらも彼と会うのを止めようとしない。しかしある日、恵美子が洋とのふしだらな男女関係を持っていたことを知った彼女の母は、娘をなじった後自宅そばの海辺で激しく嘆き悲しむ。その後高校を卒業した恵美子は、洋が暮らす東京のアパートに訪れて愛し合うようになり、以前より彼に対する想いが強くなっていく。数日後、洋と植物園に訪れた恵美子は2人の関係を良く思わない母のためにも、「ちゃんとした恋人関係になりたい」と彼に本音をぶつける。

## 映画
主演は市川由衣と池松壮亮。監督は安藤尋。R-15指定作品。第44回ロッテルダム国際映画祭スペクトラム部門正式出品。荒井晴彦のシナリオは原作小説が出版された当時の30数年前、すでに書かれていた。

### キャスト
恵美子
演 - 市川由衣
新聞部に所属する高校生。以前から洋に好意を寄せている。体の関係を持つようになってから洋からは「あんた」と呼ばれている。高校卒業後は花屋でバイトするようになる。洋のことを一途に愛しており執着心が強く、彼から「体目当ての都合のいい女」として思われてるのを承知で関係を繋ぎ留めようとする。ちなみに怒ると相手に物を投げまくる所は、母親似。
洋（ひろし）
演 - 池松壮亮
恵美子の高校の先輩で同じ新聞部に所属。自分勝手で相手の気持ちになれない性格で生活を他人に侵されることを嫌っているが、性欲が高まると気まぐれに恵美子に会いに来るという矛盾したことをしている。恵美子は好きなタイプではないが、遊びで体の関係を持つことが悪いと認識しながらも衝動を抑えられないでいる。高校卒業後の進路は不明で、趣味か仕事かも不明だが自宅で絵を描いている。
ときちゃん
演 - 阪井まどか
恵美子が働く花屋のバイト仲間。恵美子のことを『お姉さん』と呼び、プライベートでも時々親しく過ごしている。親子ほど年が離れた年上の男と付き合っているが恋愛について悩んでいる。
洋の姉
演 - 高尾祥子
洋から恵美子について「特に好きじゃないけど何となく交際している」と聞かされて、不用意な言葉をかける。
サラリーマン風の男
演 - 三浦誠己
ある晩酔った状態の恵美子が1人でいた所、声をかけてくる。
恵美子の母
演 - 中村久美
恵美子が幼い頃に夫を亡くし、それ以来すぐ裏手に海がある自宅で娘と暮らしてきた。裁縫の仕事で生計を立てる。厳格な性格で恵美子に愛情を持ちながらも厳しく接する。母子家庭ながら懸命に恵美子を育ててきたが、ある日娘が洋とふしだらな生活を送っていると知り強い不快感を示す。

### スタッフ
- 監督 - 安藤尋
- 脚本 - 荒井晴彦
- 原作 - 中沢けい「海を感じる時」(講談社文庫刊)
- 製作 - 藤本款、重村博文、小西啓介
- 撮影 - 鈴木一博
- 美術 - 井上心平、小坂健太郎
- 照明 - 中西克之
- 編集 - 蛭田智子
- 助監督 - 石井晋一

### 受賞
- 第57回ブルーリボン賞 助演男優賞 - 池松壮亮
- 第27回日刊スポーツ映画大賞・石原裕次郎賞 助演男優賞 - 池松壮亮